# ダブルアルプホルン
ダブルアルプホルンは金管楽器のひとつ。2つのアルプホルンをバルブで接続したものであり、アンサンブルアレフのメンバーが開発した創作楽器である。アルプホルンは出せる音名が単一の倍音列に限られているため、そのほかの高さの音を出すためには、複数の楽器を持ち替える必要があるが、この楽器は、2つのアルプホルンを持ち替えずに、持ち替えたのと同じ効果が得られる。この楽器のために多くの作曲家がユニークな作品を書いている。